# وادي دبل
وادي دَبِل هو أحد أودية شبه الجزيرة العربية، ويقع حالياً ضمن حدود السعودية. يبلغ طول الوادي 145 كم ومتوسط انحداره 3,8 م / كم. ينبع من جبال ظفيِّر، ويصب في قاع تقع في شرق حالة عمار. من أهم روافده وادي دبيِّل.